# Macbrideola
Macbrideola ist eine Gattung von Schleimpilzen aus der Familie der Stemonitidae und umfasst sechzehn Arten.

## Merkmale
Die Fruchtkörper sind sehr kleine, gestielte Sporokarpe, deren röhrenartiger Stiel aus parallel angeordneten Fasern besteht und meist durchscheinend schwarzbraun bis rotbraun eingefärbt ist, der Ansatz ist jedoch heller. Das Peridium ist früh hinfällig oder auch dauerhaft. Die Columella reicht vom Stiel zumindest durch das halbe Sporokarp.
Das Capillitium ist in der Regel ein- bis mehrfach dichotom verzweigt. Die Sporen sind in der Masse dunkelbraun, im Durchlicht graubraun bis violettbraun.

## Verbreitung
Die Gattung ist weltweit verbreitet, nur zwei Arten (Macbrideola cornea, Macbrideola martinii) allerdings finden sich auch im deutschsprachigen Raum. Häufigste Art ist Macbrideola decapillata. Bevorzugt werden die Rinden lebender Bäume und Kletterpflanzen besiedelt.

## Systematik und Forschungsgeschichte
Die Gattung wurde 1934 von Henry Clark Gilbert erstbeschrieben, Typusart ist Macbrideola scintillans. Die Gattung umfasst sechzehn Arten:
- Macbrideola scintillans
- Macbrideola cornea
- Macbrideola martinii
- Macbrideola argentea
- Macbrideola confusa
- Macbrideola decapillata
- Macbrideola declinata
- Macbrideola dubia
- Macbrideola indica
- Macbrideola oblonga
- Macbrideola ovoidea
- Macbrideola reticulospora
- Macbrideola robusta
- Macbrideola synsporos
- Macbrideola verrucosa
- Macbrideola vesiculifera

## Nachweise
Fußnoten direkt hinter einer Aussage belegen die einzelne Aussage, Fußnoten direkt hinter einem Satzzeichen den gesamten vorangehenden Satz. Fußnoten hinter einer Leerstelle beziehen sich auf den kompletten vorangegangenen Absatz.
1. 1 2 3 4  Hermann Neubert, Wolfgang Nowotny, Karlheinz Baumann, Heidi Marx: Die Myxomyceten Deutschlands und des angrenzenden Alpenraumes unter besonderer Berücksichtigung Österreichs. Band 3: Stemonitales. Karlheinz Baumann Verlag, Gomaringen 2000, ISBN 3-929822-02-4, S. 242.
2. ↑  Michael J. Dykstra, Harold W. Keller: Mycetozoa In: John J. Lee, G. F. Leedale, P. Bradbury (Hrsg.): An Illustrated Guide to the Protozoa. Band 2. Allen, Lawrence 2000, ISBN 1-891276-23-9, S. 972 (englisch).